# 冨田憲二
冨田 憲二（とみた けんじ、1937年7月16日 - ）は、日本の理論物理学者、宇宙物理学者。専攻は一般相対性理論、宇宙論。理学博士。京都大学基礎物理学研究所名誉教授。
林忠四郎の弟子の1人で、宇宙定数をもつ宇宙モデルの研究（1963年）や一般相対論的非一様宇宙モデルの長年にわたる系統的研究を行った。特に巨大なボイドを用いた非一様宇宙論で斬新なアイディアを披露し、宇宙加速を宇宙定数なしで説明しうることを示した（2000年）。
広島大学理論物理学研究所では（1964 - 1990年）、成相秀一（1924 - 1990年）と研究を行い、多数の研究者（石原秀樹、葛西真寿、杉山直等）を育てた。
広島大学理論物理学研究所について膨大な記録を取りまとめ、Web ページに公開している。

## 略歴
- 大阪市大正区泉尾出身。
- 1956年：大阪府立市岡高校卒業。
- 1961年：京都大学理学部物理学科卒業。
- 1964年：京都大学大学院理学研究科物理学専攻博士課程中退。
- 1964年：広島大学理論物理学研究所助手。その後助教授、教授。
- 1990年：京都大学理論物理学研究所教授。
- 2001年：京都大学を停年退職。京都大学名誉教授。
- 1993年以後、立命館大学（1993 - 2001年）、奈良産業大学（2001 - 2002年）、尾道大学（2004年 -）等の非常勤講師を歴任。
- 1991年「一般相対論研究のためのマルセル・グロスマン会議」（京都国際会館）にて、広島大学理論物理学研究所への「マルセル・グロスマン（団体）賞」の受賞にあたり、代表者として授与。
- 2003年以後、広島県竹原市塩町の自宅に在住。

## 著書

### 単著
- 『宇宙の起源99の謎』（サンポージャーナル 1978年)
- 『相対性理論』（丸善 1990年）

### 共著
- 『一般相対論的宇宙論』（成相秀一との共著、裳華房 1988年）